# Jonne Järvelä
Jonne Järvelä (Lahti, 3 giugno 1974) è un chitarrista e cantante finlandese.
È il leader della band finlandese Korpiklaani. Il lavoro più recente con i Korpiklaani è l'album Jylha.
Järvelä, prima dei Korpiklaani, era alla guida di un altro progetto: gli Shaman, di cui era l'unico membro permanente. Ha fatto parte anche del gruppo lappone Angelin tytöt.
Nell'ambito del folk metal è conosciuto per il suo joik, tanto da contribuire all'album Jaktens Tid dei Finntroll.

## Collegamenti esterni

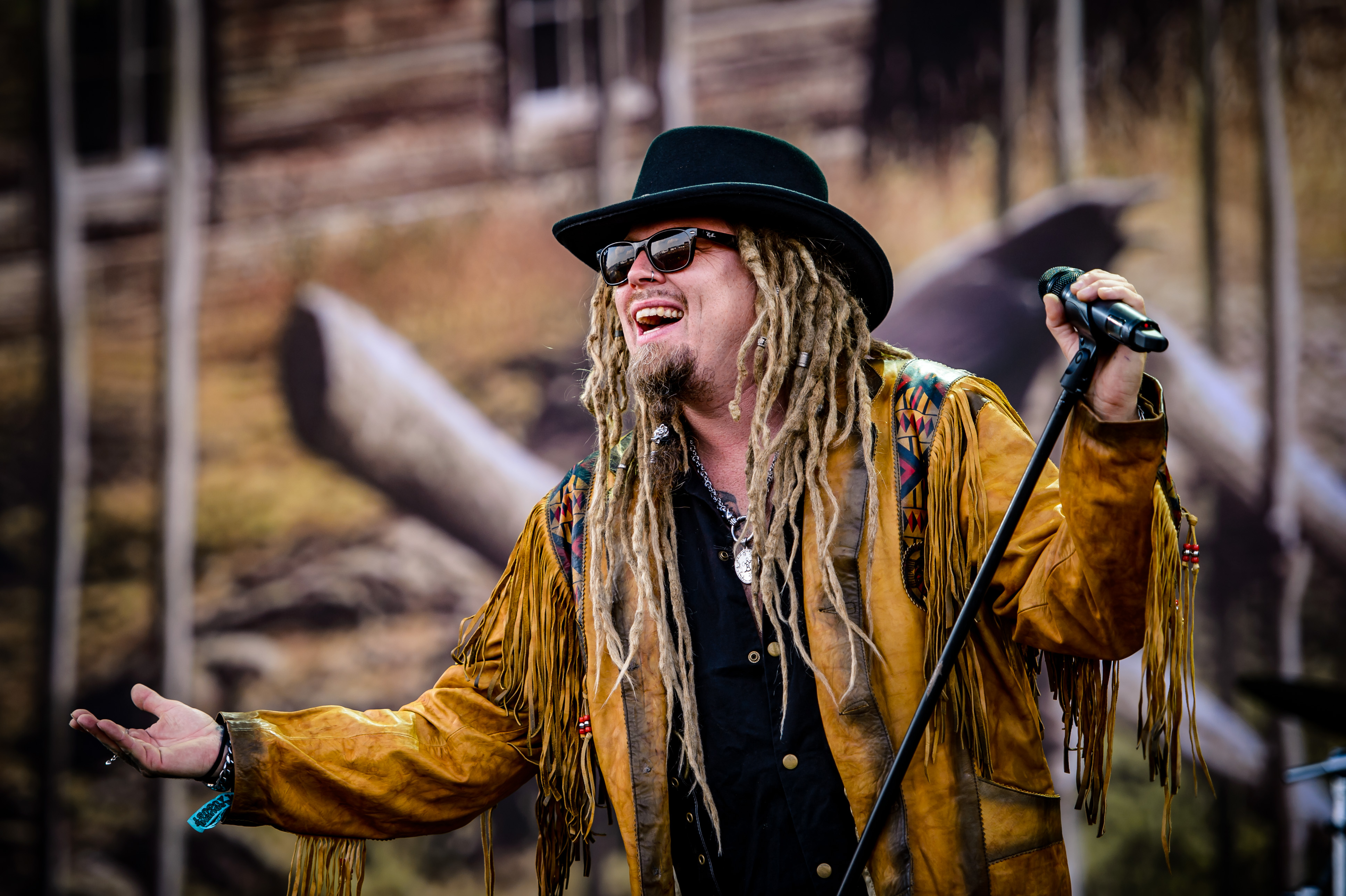
Jonne Järvelä al Summer Breeze Festival 2018